# Nerepisacanthus denisoni
Il nerepisacanto (Nerepisacanthus denisoni) è un pesce estinto, appartenente agli acantodi. Visse nel Siluriano superiore (circa 418 - 416 milioni di anni fa) e i suoi resti fossili sono stati ritrovati in Nordamerica.

## Descrizione
Questo pesce era dotato di un corpo compatto e robusto, ma relativamente slanciato nella parte posteriore. Benché noto da resti incompleti, Nerepisacanthus è uno degli acantodi meglio conosciuti del Siluriano; questo pesce possedeva robuste scaglie lungo i fianchi, con una corona liscia portante corte creste quasi parallele lungo il margine anteriore. Vi erano scaglie più piatte con una corona formata da creste allungate e ricurve, anteriori alla regione pettorale. La spina che sosteneva la pinna dorsale anteriore era lunga, leggermente ricurva e dotata di fino a sette creste longitudinali lisce, di ampiezza variabile, su ogni lato. La scapola era ossificata ma sottile, e probabilmente era dotata di una sezione a forma di U. La regione faringeale o branchiale conserva piccoli denticoli e coni.

## Classificazione
Nerepisacanthus denisoni venne descritto per la prima volta nel 2011, sulla base di alcuni esemplari incompleti rinvenuti nella formazione Cunningham Creek nel New Brunswick, in Canada. Sembra che il più stretto parente di Nerepisacanthus fosse Acritolepis, del gruppo degli iscnacantiformi.